# Antonio Manso Maldonado
Antonio Manso Maldonado fue un militar español del siglo XVIII, que llegó a desempeñarse como presidente de la Real Audiencia de Santafé de Bogotá.
Su carrera militar la comenzó como soldado hasta obtener el diploma de mariscal de campo. Tomó posesión de la presidencia de la Real Audiencia de Nueva Granada en mayo de 1724. En su administración envió misioneros dominicos a Barinas y Pedraza, y jesuitas a los llanos Orientales; hizo reanudar la explotación de las minas de esmeraldas con esclavos negros; mandó reparar varias iglesias en distintos lugares de su jurisdicción; y se preocupó por la reducción pacífica de los indios andaquíes. Para incrementar las rentas reales propuso la venta de tierras baldías y del estanco de aguardiente de caña. Según el oidor Martínez Malo, quien hizo el juicio de residencia, durante el gobierno de Manso hubo una "general carestía de carne y velas". Debido a quebrantos de salud pidió licencia para regresar a España. En febrero de 1731 emprendió el regreso a la península; el gobierno quedó en manos de la Audiencia.
- Datos: Q8201436